# Alan Shearer
Alan Shearer (ur. 13 sierpnia 1970 w Newcastle upon Tyne) – angielski piłkarz, który występował na pozycji napastnika. Reprezentant Anglii w latach 1992–2000.
W czasie kariery reprezentował barwy następujących klubów: Southampton, Blackburn Rovers, Newcastle United. Trzykrotnie został królem strzelców Premier League w sezonach: 1994/1995, 1995/1996 oraz 1996/1997, ogólnie zdobył 283 bramki w 559 występach.

## Kariera klubowa

### Southampton (1986–1992)
Shearer po dwóch latach w juniorskiej drużynie został powołany do pierwszego składu Southampton. W seniorskiej drużynie zadebiutował 26 marca 1988, wchodząc z ławki przeciwko Chelsea. W meczu przeciwko Arsenalowi, mając 17 lat i 240 dni, został najmłodszym piłkarzem, który zdobył hat-tricka bijąc tym samym 30-letni rekord Jimmy’ego Greavesa. Po zakończeniu sezonu podpisał pierwszy profesjonalny kontrakt. W letnim okienku transferowym 1992 r. Shearer został sprzedany za 3,3 mln funtów do Blackburn Rovers. Jego dorobek w Southampton to 43 gole w 158 meczach

### Blackburn Rovers (1992–1996)
Po przeprowadzce z Southampton doznał kontuzji więzadła krzyżowego w grudniu 1992, przez co nie mógł grać przez pół sezonu. Sezon zakończył strzelając 16 goli w 21 spotkaniach. W sezonie 1993-94 razem z drużyną zdobył wicemistrzostwo Anglii, w 40 meczach strzelił 31 bramek. Następny rok przyniósł Shearerowi koronę króla strzelców Premier League z 34 bramkami na koncie. Otrzymał również nagrodę najlepszego zawodnika roku w Anglii przyznawaną przez graczy. Blackburn zdobyło wtedy mistrzostwo kraju. W sezonie 1995/96 również sięgnął po koronę króla strzelców tym razem strzelając 31 bramek, lecz drużynie nie udało się powtórzyć sukcesu sprzed roku.

### Newcastle United (1996–2006)
Po Euro 96 Shearer wiązany był z klubem z Manchesteru, lecz ostatecznie podpisał kontrakt z Newcastle United.
22 kwietnia 2006 roku, z powodu kontuzji, ogłosił zakończenie kariery sportowej.

## Kariera reprezentacyjna
Brał udział w piłkarskich Mistrzostwach Europy w 1992, 1996, gdzie zdobył brązowy medal i został królem strzelców oraz 2000, a także w Mistrzostwach Świata w 1998. Karierę reprezentacyjną zakończył po Mistrzostwach Europy w Piłce Nożnej 2000.

## Statystyki kariery
| Sezon     | Klub             | Mecze ligowe | Bramki w lidze | Bramki w pucharach krajowych | Bramki w pucharach europejskich |
| --------- | ---------------- | ------------ | -------------- | ---------------------------- | ------------------------------- |
| 2005/2006 | Newcastle United | 32(1)        | 10             | 2                            | 2                               |
| 2004/2005 | Newcastle United | 26(2)        | 7              | 1                            | 11                              |
| 2003/2004 | Newcastle United | 37(0)        | 22             | 0                            | 6                               |
| 2002/2003 | Newcastle United | 35(0)        | 17             | 1                            | 7                               |
| 2001/2002 | Newcastle United | 36(1)        | 23             | 4                            | 0                               |
| 2000/2001 | Newcastle United | 19(0)        | 5              | 2                            | 0                               |
| 1999/2000 | Newcastle United | 39(1)        | 23             | 5                            | 2                               |
| 1998/1999 | Newcastle United | 29(1)        | 14             | 6                            | 1                               |
| 1997/1998 | Newcastle United | 15(2)        | 2              | 5                            | 0                               |
| 1996/1997 | Newcastle United | 31(0)        | 25             | 2                            | 1                               |
| 1995/1996 | Blackburn Rovers | 35(0)        | 31             | 5                            | 1                               |
| 1994/1995 | Blackburn Rovers | 42(0)        | 34             | 3                            | 0                               |
| 1993/1994 | Blackburn Rovers | 34(6)        | 31             | 3                            | 0                               |
| 1992/1993 | Blackburn Rovers | 21(0)        | 16             | 6                            | 0                               |
| 1991/1992 | Southampton F.C. | 41(0)        | 13             | 8                            | 0                               |
| 1990/1991 | Southampton F.C. | 36           | 4              | 10                           | 0                               |
| 1989/1990 | Southampton F.C. | 26           | 3              | 2                            | 0                               |
| 1988/1989 | Southampton F.C. | 10           | 0              | 0                            | 0                               |
| 1987/1988 | Southampton F.C. | 5            | 3              | 0                            | 0                               |

## Rekordy
- Najskuteczniejszy zawodnik w historii Premier League: 260 goli[9]